# Matúš Marcin
Matúš Marcin (* 6. dubna 1994, Prešov) je slovenský fotbalový útočník, od léta 2013 působí v A-týmu FC Vysočina Jihlava.

## Klubová kariéra
Svoji fotbalovou kariéru začal v Safi Prešov, odkud v roce 2005 zamířil do Tatranu Prešov, kde se v roce 2012 propracoval přes mládežnické kategorie do prvního mužstva. V létě 2013 přestoupil do Jihlavy. V průběhu podzimní části sezony 2013/14 hostoval v Banské Bystrici.